# Никулинская (Верховажский район)
Никулинская — деревня в Верховажском районе Вологодской области.
Входит в состав Липецкого сельского поселения, с точки зрения административно-территориального деления — в Липецкий сельсовет.
Расстояние по автодороге до районного центра Верховажья — 69,2 км, до центра муниципального образования Леушинской — 3 км. Ближайшие населённые пункты — Ивановская, Костюнинская, Леушинская, Семёновская.
По переписи 2002 года население — 31 человек (15 мужчин, 16 женщин). Преобладающая национальность — русские (94 %).